# Base de Creech de la Fuerza Aérea
La  Base de Creech de la Fuerza Aérea (en inglés: Creech Air Force Base), conocida anteriormente como Campo Auxiliar  de Indian Springs de la Fuerza Aérea (Indian Springs Air Force Auxiliary Field), es una instalación de comando y control de la Fuerza Aérea de Estados Unidos ubicada en el Condado de Clark (Nevada), utilizada "para participar en operaciones diarias de contingencia en el extranjero con sistemas de aeronaves pilotadas a distancia realizando misiones por todo el globo". Además de un aeropuerto, la instalación militar cuenta con el Battlelab de Vehículos Aéreos No Tripulados, asociado a equipamiento de tierra para guerra aérea y vehículos aéreos no tripulados del tipo utilizado en Afganistán e Irak. Creech es un campo de entrenamiento aéreo para los Thunderbirds y "es uno de los dos aeródromos de desvío de emergencia" para el Campo de Pruebas y Entrenamiento de Nevada.
Además del aeródromo, la base dispone de la "Instalación de Entrenamiento y de Logística para Vehículos Aéreos No Tripulados", el Centro de Excelencia para los Sistemas Aéreos Conjuntos No Tripulados, un Centro de Entrenamiento Regional Silver Flag Alpha y otras unidades/instalaciones militares. La base lleva el nombre del General retirado de la Fuerza Aérea de Estados Unidos, Wilbur L. Creech, ex oficial al mando del Comando Táctico Aéreo, el comando predecesor del actual Comando Aéreo de Combate.

## Historia

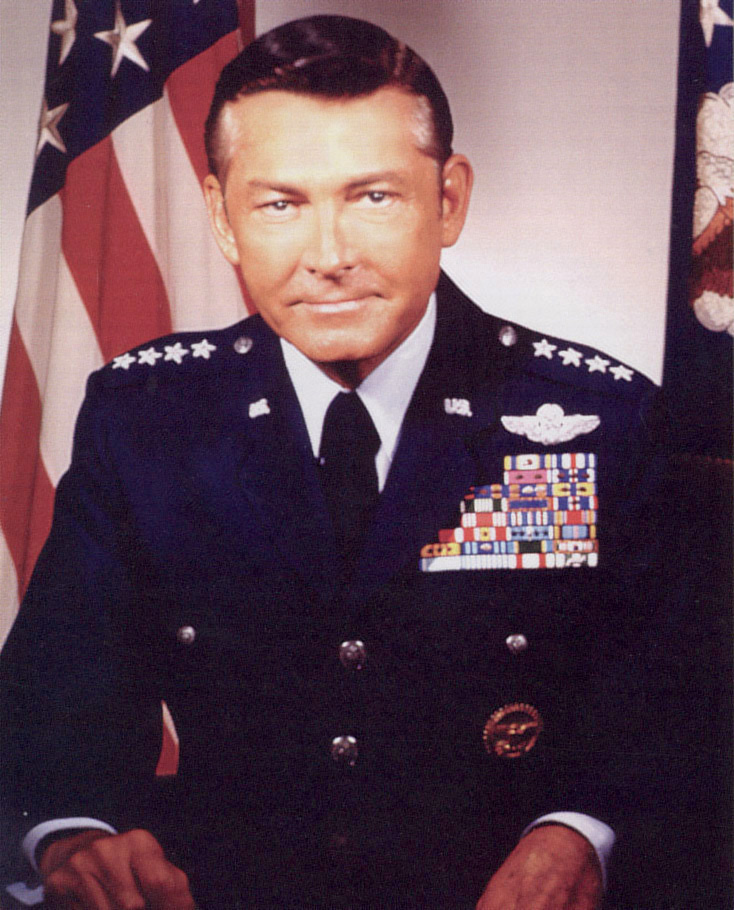
El General Wilbur L. Creech, homónimo de la base, comandante del Comando Táctico Aéreo desde 1978 a 1984

Después de la Primera Guerra Mundial, Nevada y otros estados del oeste fueron inspeccionados por el Capitán Lowell H. Smith y el Sargento William B. Whitefield con la intención de que pudieran ser utilizados como zonas de aterrizaje. Posteriormente el Cuerpo Aéreo del Ejército alquiló un amplio local en Reno y utilizó el aeródromo civil de 1929 situado cerca de Las Vegas (llamado "Campo McCarran", aproximadamente en el año 1935) para efectuar vuelos de entrenamiento durante 1930.
En 1939 se llevó a cabo un reconocimiento del "tablero del oeste" próximo a Tonopah para que pudiera usarse como polígono de prácticas y en octubre de 1940, el Mayor David Schlatter inspeccionó el suroeste de Estados Unidos en busca de un aeródromo militar, (la Orden Ejecutiva 8578 transfirió un "60 × 90 millas de área en Tonopah al Departamento de Guerra el 29 de octubre de 1940). Las asignaciones del Congreso del 19 de noviembre de 1941 para que el Comisionado de Carreteras Públicas construyera "21 pistas de vuelo" a lo largo de las carreteras para los "polígonos de bombardeo o para otros entrenamientos especializados" incluían pistas de aterrizaje interiores.: 87  "Inicialmente, la construcción del campo de entrenamiento militar con "tiendas de campaña", las instalaciones permanentes del "Aeropuerto de Indian Springs" dieron comienzo en marzo de 1942, "y en febrero de 1943 el campamento se utilizó como campo de desvío y como una base para el entrenamiento con artillería aire-aire."